# Joaquín Correa
Carlos Joaquín Correa (Juan Bautista Alberdi, 13 de agosto de 1994) é um futebolista profissional argentino que atua como atacante. Atualmente, joga pelo Botafogo.

## Carreira

### Estudiantes

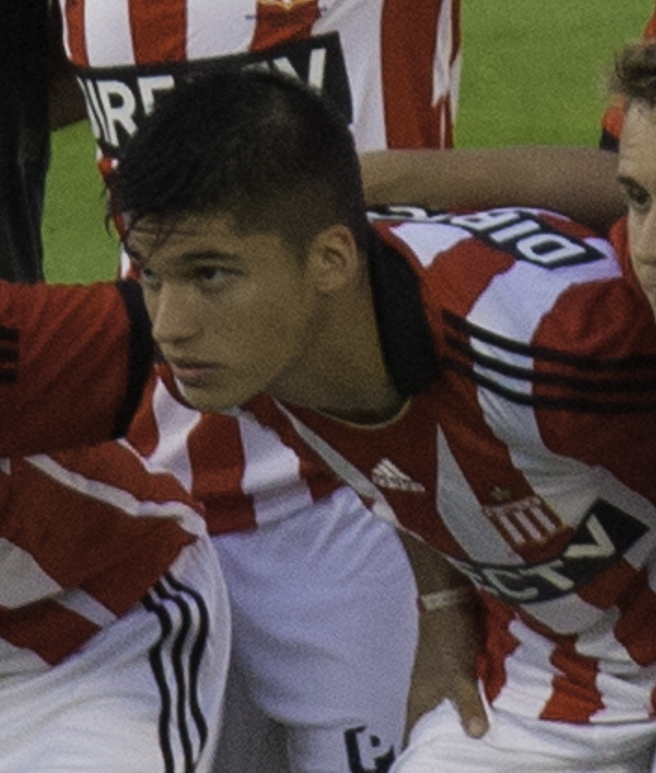
Joaquín em 2014, pelo Estudiantes.

Joaquín Correa foi revelado pelo Estudiantes de La Plata onde atuou até 2014.

### Sampdoria
Em 16 de dezembro de 2014, após quatro temporadas com o time natal, Joaquín foi comprado pela Sampdoria pelo valor de 8 milhões de euros.
No clube italiano, o argentino ficou duas temporadas, onde performou de maneira mais consistente em seu último ano. Durante a Série A de 2015–16, além de ter conseguido a titularidade, marcou também seus três primeiros gols com a camisa da equipe em três rodadas sequenciais.
Entre as rodadas 20 à 23, Correa venceu os goleiros do Carpi, Napoli e Bologna, mas não conseguiu garantir nenhum ponto nesses duelos, já que a equipe foi superada por esses mesmos oponentes.
Ao final da época, mesmo com uma má fase do clube, conseguiu vê-los evitar o rebaixamento da equipe que ficou na 15ª colocação. Após duas temporadas, o argentino despediu-se da Sampdoria com três gols marcados em 31 partidas.

### Sevilla
Joaquín foi comprado pelo Sevilla após o clube espanhol pagar cerca de 12 milhões de euros pelo atacante. E foi na Espanha que o jogador teve múltiplas chances de conseguir títulos, que não chegaram a acontecer.
Em 73 partidas, o sul-americano marcou 15 tentos, mas viu a equipe amargar três vice-campeonatos enquanto esteve na cidade. A primeira vez, mesmo sem ter sido relacionado, viu a equipe perder o título da Supercopa da UEFA de 2016 para o Real Madrid. Nesse mesmo ano, agora entrando em campo na segunda partida, viu o Sevilla ser derrotado pelo Barcelona nos dois jogos da Supercopa da Espanha. Em 2018, após chegarem à final da Copa do Rei, os Culés foram novamente capazes de derrotar Joaquín e sua equipe.
Apesar de não ter conseguido troféus, Joaquín teve momentos de destaque individual com a equipe. A Copa do Rei reservou ao jogador os melhores momentos de sua passagem em solo espanhol. Ele estreou na competição marcando um hat-trick diante o Formentera em uma goleada por 5 a 1. Na época seguinte, a mesma que ficou com a segunda colocação, marcou cinco gols e ficou a um gol de empatar com o artilheiro da competição: Victor Curto.

### Lazio
Em agosto de 2018, Joaquín retornou à Itália para assinar com a Lazio, após a venda de valor recorde de Felipe Anderson para o West Ham.
Com a equipe da capital, Correa conquistou seus dois primeiros troféus no mesmo ano. Entre maio e dezembro de 2019, Joaquín esteve presente nas conquistas da Copa da Itália e da Supercopa da Itália. Na primeira competição, marcou um gol na semifinal diante o Milan e outro tento na partida decisiva diante a Atalanta.
Ainda que não tenha marcado nenhum gol diante a Juventus, viu a Lazio fazer três gols no clube de Cristiano Ronaldo e conquistar o troféu após um placar satisfatório de 3 a 1.
Apesar de não ter mais conquistado nenhum título, Joaquín continuou tendo momentos de destaque. Nas duas últimas edições de Série A com o time, marcou 17 tentos, sendo 9 na edição de 2019–20 e 8 na 2020–21. Desse modo, chamou a atenção de outra equipe italiana, que pressionou a Lazio para fazer com que as negociações fossem adiante.

### Inter de Milão
Após pressionar o time de Roma para liberar o atacante, Correa assinou com a Inter de Milão por empréstimo de uma temporada com obrigação de compra.

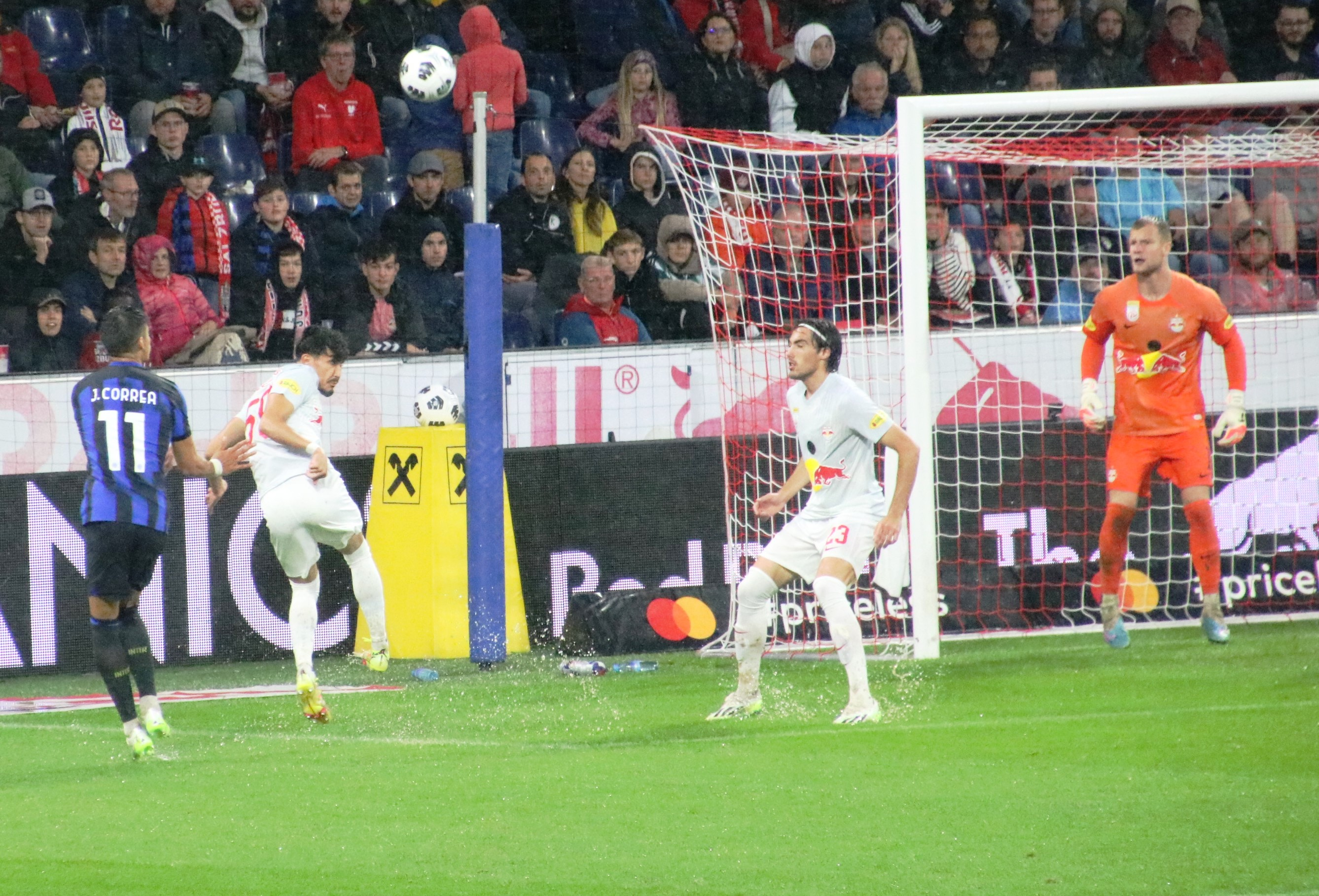
Correa (camisa 11) em campo pela Internazionale.

Em duas temporadas, Joaquín presenciou grandes momentos da Internazionale. Além de vencer a Supercopa da Itália de 2021 e 2022, também levantou o troféu da Copa da Itália de 2021–22 e 2022–23.
Apesar de não ter mais levantando nenhum troféu, ficou com a segunda colocação na Série A de 2021–22 e da Liga dos Campeões de 2022–23, onde chegou a marcar um gol no empate em 3 a 3 diante o Benfica nas quartas de final.
Após 77 partidas e 10 gols feitos, o clube italiano optou por emprestar o atleta que vinha tendo menos espaço na equipe após a consolidação de Edin Džeko e do capitão Lautaro Martínez como dupla de ataque na equipe. O atacante até sofreu uma lesão no joelho no fim de 2022 e chegou a ficar de fora da Copa do Mundo de 2022, que terminou com o título da Argentina.

### Olympique de Marseille (empréstimo)
Correa assinou por empréstimo com o Olympique de Marseille com opção de compra no fim da temporada.
Em solo francês, Correa não conseguiu ter espaço. Apesar do time ter se saído bem na Liga Europa da UEFA de 2023–24, onde chegou na semifinal, o atacante pouco entrava em campo e deixou o time de Marselha após não completar 90 minutos em uma partida desde sua estreia. Em 19 jogos, ele também não marcou gols e não foi adquirido pela equipe.
Inter de Milão
Após o fim do empréstimo, Correa retornou à Inter de Milão onde foi vendido ao Botafogo.
Botafogo
Em 10 de Junho de 2025, Correa foi anunciado como novo jogador do Botafogo.

## Seleção Argentina
Em 9 de junho de 2017, Joaquín estreou pela Seleção Argentina diante o Brasil em um amistoso. Ele marcou seu primeiro gol no dia 13 desse mesmo mês após estufar as redes de Singapura.
Futuramente, esteve presente na vitoriosa campanha da Argentina na Copa América de 2021. Ele também chegou a ser convocado para Copa do Mundo FIFA de 2022. Todavia, por conta de uma lesão no joelho, teve de ser retirado da convocação para dar lugar a Thiago Almada.

## Títulos
Lazio
- Copa da Itália: 2018–19
- Supercopa da Itália: 2019

Internazionale
- Supercopa da Itália: 2021 e 2022
- Copa da Itália: 2021–22 e 2022–23

Seleção Argentina
- Copa América: 2021
- Copa dos Campeões CONMEBOL–UEFA: 2022